# Ambroise Garin
Ambrogio Cesarino Garin, também conhecido como Ambroise Garin (Arvier, Itália, 10 de maio de 1875 — Argenteuil, França, 31 de março de 1969), foi um ciclista franco-italiano, que atuou entre os anos de 1899 a 1903.
É o irmão dos também ciclistas profissionais Maurice Garin e César Garin.

## Resultados
- 1899
  - 3º  no Paris-Roubaix
- 1900
  - 3º no Bordéus-Paris
- 1901
  - 2º no Paris-Roubaix
- 1902
  - 3º no Paris-Roubaix
  - 3º no Bordéus-Paris